# Гордеев, Семён Моисеевич
Семён Гордеев (настоящие имя и фамилия — Самуил Моисеевич Гордеев-Гольдфайн, 12 июля 1902, Макаров, Киевская губерния — 26 февраля 1990, Киев) — украинский советский русскоязычный поэт, переводчик и журналист.

## Биография
Родился 12 июля 1902 г. в Макарове Киевской губернии. Потом переехал вместе с родителями на рабочую околицу Киева- Предмостную Слободку. «Предмостная» — потому что у Цепного моста. На его месте сейчас Мост Метро, а слободка — Гидропарк.
С 1917 будущий поэт работает в книжном магазине и одновременно учится в вечерней школе. Уже год, как умер отец, — только перебрались в город. Потом — служба в армии, в Одессе в качестве связиста. После службы — работа молотобойцем в кузнице, фрезеровщиком в механическом цехе на киевском заводе «Арсенал». Был рабкоровцем, членом литобъединения «Вагранка», писал очерки и стихи в многотиражку, в киевские газеты и журналы.
С 1930 г. работал в редакции газеты «Киевский пролетарий». Учился в Украинском институте книговедения. В одном из литературных кружков познакомился и влюбился с первого взгляда в молодую учительницу Ф. А. Стояновскую. В 1931 г. они поженились. Ф. А. Стояновская была музой, лучшим другом, первым читателем и доброжелательным критиком поэта в течение всей его жизни. После работы газетчиком был профессиональным литератором и в 1935 г. стал членом Союз писателей СССР. Жил с семьёй в киевском доме писателей Ролит.
12 июля 1941 г. Семён Гордеев (в этот день ему исполнилось 39 лет) с группой писателей добровольно пошёл на войну. Его отправили на Южный фронт в армейскую газету. Военный корреспондент майор Гордеев прошёл с войсками Украину, Кубань, Северный Кавказ, опять Украину, Польшу и окончил войну в Чехословакии. Поэт Леонид Вышеславский писал: «Когда я вспоминаю грозные годы Великой Отечественной войны, я вижу моего фронтового друга Семёна Гордеева рядом с собой на попутных машинах, в блиндажах на переднем крае, где на наши записные книжки сыпался песок с бревенчатых накатов, содрогающихся от взрывов. Вижу Семёна Гордеева в армейской шинели на завьюженных дорогах Донбасса, где ветер свистит с такой силой, что заглушает свист пролетающей над головой мины. и я вспоминаю, как в те дни и ночи нам было дорого все то, о чём пишет Семён Гордеев…».
С. Гордеев воевал на 5 фронтах. Годы наступления — в «дивизионке», газете стрелковой дивизии, а это значит — на переднем крае. Пишет стихи, читает их в окопах солдатам. Там же находит героев и сюжеты. И в боях участвует. В одном из фронтовых блокнотов среди страниц со стихами записал последствия артналёта в Карпатах: погибли или были искалечены прямым попаданием снаряда все, кто находился рядом, самого тяжело контузило. В госпитале отказался от установленной инвалидности и снова вернулся в свою «дивизионку». Часть писем Гордеева с фронта передана в Музей Великой Отечественной войны (Киев).
Когда после войны началась борьба с космополитизмом, дело врачей-вредителей и Гордеева перестали издавать, он идёт «в народ», к рабочим, к крестьянам: ездит по Украине, пишет стихи. Однажды, остановившись на ночлег в хате в Винницкой области, Гордеев заметил в самодельном альбоме среди записанных детским почерком украинских и русских народных песен сложенный треугольником клочок газеты. Это было его стихотворение «Клён», написанное в Донбассе в 42-м году. Солдат два года хранил его и прислал дочке после освобождения села.. Семён Гордеев выступал за досрочное освобождение репрессированного писателя — правозащитника Николая Руденко (Руденко Николай Данилович), за восстановление церквей, являющихся историческим и культурным наследием . Последнюю (как оказалось) книгу стихов Гордеев назвал «Устремлённость». Она заканчивалась стихотворением «Свечи памяти»:
```
                                                          Зажгите свечи. Помолчим.
                                                          Мы тех, кто за порогом жизни,
                                                          Сегодня на печальной тризне,
                                                          Склонивши головы, почтим.
                                                          ...........................
                                                          Своим идёт все чередом.
                                                          ..........................
                                                          И жизни не остановиться.
```

Подержать книгу в руках Гордееву уже не довелось. Он умер 26 февраля 1990 г. Место захоронения — Лесное кладбище (Киев).

## Творчество
В 1920 году впервые напечатал стихотворение «Песня пролетарская» в газете «Красная Армия». Затем печатался в киевских газетах и журналах. В 1928 г. напечатал семь стихотворений в коллективном сборнике «Лирика боев». В 1932 г. вышла первая поэтическая книга «Стихи». В ранней поэзии Гордеева звучат характерные для тех лет революционная романтика, вера, энтузиазм. В довоенных книгах помимо «ударных» стихов была лирика, стихи о Киеве, Украине, Грузии, переводы на русский Тараса Шевченко (Тарас Шевченко) («Катерина», «На вечную память Котляревскому» и др.), переводы стихотворений Ивана Франко (Иван Франко) и Леси Украинки (Леся Украинка).
В 1938 г. впервые на русский перевёл «Гимн» Ивана Франко. В 1939 г. (соавтор — Скоморовский, Рафаил Соломонович) опубликовал книгу очерков «Сосны шумят». До начала войны вышли пять поэтических книг… Во время войны в поэзии Семёна Гордеева звучат темы патриотизма, любви, ненависти, разлуки, страданий, верности. Сын поэта — Виктор Гордеев в стихотворении «Башкирия. Разъезд Чишмы» писал:
```
                                                        ...Я, взрослых радуя,
                                                           Горжусь, пацан, -
                                                           Читаю раненым
                                                           Стихи отца.
                                                           Стихи горячие,
                                                           С передовой,
                                                           Лежат незрячие
                                                           Передо мной,
                                                           ...............
                                                           Стихи о верности -
                                                           Надежды свет,
                                                           Кому-то верится,
                                                           Кому-то нет..."
[
4
]
.
```

В годы войны Союз писателей Украины издал в серии «Фронт и тыл» две книги фронтовых стихотворений Гордеева: «Месть» и «Украина». В 1946 г. в Киеве вышла книга военных стихов «Судьба». О стихотворении Гордеева «Откровенность», не пропущенным издательством, рассказал Лев Озеров в книге «Биография стихотворения»: "Оно было написано в блиндаже, при коптилке. Во фронтовом блокноте под ним стоит дата: 27 июня 1944 года. Из книги «Судьба» его исключили, несмотря на возражение редактора Николая Ушакова (Ушаков Николай Николаевич). Не вошло оно и в три последующие книги. Поэт готов был запереть его в долгий ящик, как вдруг он получил внутреннюю рецензию (из «Советского писателя»), подписанную славным именем Ильи Львовича Сельвинского (Илья Сельвинский). Он, между прочим, писал: «Военные стихи Гордеева, может быть, по своей отделке и ниже его пейзажей. Но в них такая спокойная правда, они так бесстрашно и мудро говорят о том, что думает на фронте солдат, как он живёт и чем грешит, что, право же, стоят того, чтобы о них узнал широкий читатель. Вот одно, буквально хватающее за душу (…). Такое пишется только раз в жизни. И если бы из всего написанного Гордеевым осталось только одно это стихотворение, читатель был бы ему горячо благодарен и бережно внес бы этот листок в сокровищницу народной лирики». Напечатано стихотворение «Откровенность» было лишь в 1967 г. в книге «Светлые грани», седьмой после войны.
Много переводил на русский украинских, еврейских и др. поэтов (Тарас Шевченко, Иван Франко, Леся Украинка, Борис Гринченко, Павло Тычина, Максим Рыльский, Андрей Малышко, Леонид Первомайский, Микола Терещенко, Наум Тихий, Ярослав Шпорта, Владимир Вильный, Владимир Пидпалый, Изи Харик, Матвей Гарцман, Рива Балясная и др). Печатался в периодике. И, особенно, в журнале «Радуга», с которым был дружен много лет. Украина. Трепетное отношение к своей родине, людям, родной природе — во многих стихотворениях Семёна Гордеева это одна из основных его тем. Поэт Леонид Вышеславский писал: «Тема Киева, сказочного города на Днепре, удивительно гармонично сочеталась в стихах Гордеева с темой рабочих будней и раздумий о будущем. Лучшие стихотворения С. Гордеева насыщены живым чувством времени. В них свежо сочетается новое и традиционное. Поэт обладает секретом делать стихи живыми, жизненными. и каждый раз достигает этого там, где говорит о своём, кровном, пережитом».
С годами лирическая тема окрепла, появилось больше стихов с тревогой о природе, об ухудшении экологической ситуации, умирающих речках, ностальгических строк. Гордееву, разумеется, не была безразлична оценка его творчества поэтическим цехом. Его удручало нежелание или неумение признать в «арсенальце» лирического поэта со своими, присущими только ему, интонациями. Да, рядом были Николай Ушаков, Леонид Вышеславский, ещё несколько человек. Их дружеской поддержкой он дорожил, к их мнению прислушивался. И все же… Поэт Риталий Заславский (Заславский Риталий Зиновьевич) к 100-летию со дня рождения Гордеева писал: «Для любого пишущего, ступившего на профессиональную стезю, очень важно, как сложится его „имидж“ в сознании не столько читателей, сколько коллег. А вот в этом Семёну Гордееву, так мне кажется, не повезло. К нему относились вполне по-доброму, но как-то снисходительно, что-ли (…) главное в нём: живой лиризм, чистоту душевного существования, ясность поэтического мышления, его способность к самовыражению осталась незамеченной (…) А, между тем, именно это проявлялось не раз и достаточно сильно (…) В книге лирики Гордеева „А листья слетают, а листья летят“ (…) нет новых стихов. Но устранено все случайное, риторическое… И перед нами возникает поэт с точными эпитетами, яркой метафоричностью, совсем ни на кого не похожий».
После смерти стихи Семёна Гордеева вошли в поэтические сборники: «…не зарастёт народная тропа… Пушкинский альбом», «100 русских поэтов о Киеве», «Поэтический атлас Киева» и др.

## Избранные произведения
- Стихи. Киев, 1932;
- Чувство Родины. Киев, 1936;
- Горячее дыхание. К., 1937;
- Клятва. Киев, 1938;
- Лирика. Киев, 1940;
- Месть. (Серия «Фронт и тыл») Уфа, 1942;
- Украина. (Серия «Фронт и тыл») Уфа, 1944;
- Судьба. Киев, 1946;
- Гимн труду. Киев, 1947;
- На Украине милой. Киев, 1950;
- Приазовье. Киев, 1955;
- Сердцем согретое. Книга лирики. Москва, 1958;
- Встреча с юностью. Книга лирики. Киев, 1963;
- Светлые грани. Киев, 1967;
- Лирика. Киев, 1969;
- Золотые ворота. Стихи. Киев, 1971;
- Незамерзающее течение. Лирика. Москва, 1973;
- Лирическая летопись. Избранное. Киев, 1977;
- Высокий год. Стихи. Киев, 1979;
- Избранное. Стихи. Киев, 1982;
- Теплое прикосновение. Лирика.1985;
- Голос времени. Стихи. Киев, 1987;
- Устремлённость. Стихотворения. Киев, 1991;
- А листья слетают, а листья летят. Избранное сегодня. Киев, 2002.

## Награды
- орден Отечественной войны 2-й степени,
- орден Красной Звезды,
- медали